# Viveca Ax:son Johnson
Viveca "Vicky" Margaret Elisabeth Ax:son Johnson, född 18 juli 1963, är ordförande i Axel och Margaret Ax:son Johnsons stiftelser, som utgör den ena delen av Johnsonsfärens maktinstitutioner, vid sidan av Axel Johnson AB. Hon utsågs 2007 till ordförande i det av stiftelserna ägda förvaltningsföretaget Nordstjernan AB.
Hon är sonsondotter till Axel Johnson, sondotter till Axel Ax:son Johnson ("generalkonsuln") och dotter till Bo Ax:son Johnson. Hon är halvsyster till Frances Broman och kusin till Antonia Ax:son Johnson.
Hon är sedan 2002 generalkonsul för Thailand i Sverige. Släkten Ax:son Johnson har representerat Thailand (tidigare Siam) i Sverige som generalkonsuler och konsuler sedan 1884.
Viveca Ax:son Johnson var sommarpratare 8 juli 2002
Hon är sambo med Kurt Almquist (född 1957), som är vd för Axel och Margret Ax:son Johnsons stiftelse för allmännyttiga ändamål.

## Befattningar i urval[4]
- Styrelseordförande i Nordstjernan AB